# Stazione di Cavallermaggiore
La stazione di Cavallermaggiore è una stazione ferroviaria per passeggeri posta sulla ferrovia Torino-Fossano-Savona ed è punto d'origine della ferrovia Alessandria-Cavallermaggiore. È al servizio di Cavallermaggiore e della vicina Monasterolo di Savigliano. Fino al 1959 è stata anche punto d'origine della ferrovia Moretta-Cavallermaggiore, chiusa quell'anno e successivamente smantellata.

## Storia
La stazione entrò in funzione il 14 marzo 1853 con l'apertura all'esercizio della ferrovia Trofarello–Savigliano, inaugurata il giorno precedente.
Divenne stazione di diramazione il 4 ottobre 1855 con l'apertura all'esercizio della ferrovia Bra-Cavallermaggiore, breve ma negli anni fu prolungata a Nizza poi a Canelli e con il completamento della ferrovia Alessandria-Bra, aperta all'esercizio il 25 maggio 1865.
Dal 18 maggio 1886 al termine dell'orario estivo del 1959 funse anche da stazione di diramazione per la ferrovia Airasca-Moretta-Cavallermaggiore, il cui tratto ferrovia Cavallermaggiore-Moretta fu formalmente soppresso con il Decreto ministeriale 373 del 31 marzo 1961.

## Struttura ed impianti
Il fabbricato viaggiatori si compone di due livelli ma soltanto il piano terra è aperto al pubblico.
La stazione disponeva di uno scalo merci con annesso Magazzino merci: nel 2011 lo scalo risultava smantellato mentre il magazzino convertito a deposito.
Tutti i binari sono dotati di banchina, riparati da una pensilina e collegati fra loro da un sottopassaggio.
Il piazzale è composto da 5 binari di cui 4 in uso:
- Binario 1: era un binario su tracciato deviato, è stato smantellato negli anni '10 del duemila ma mantenendo formalmente la numerazione originaria; veniva utilizzato per le eventuali precedenze ed incroci fra i treni, accogliendo di solito treni con numerazione pari della linea Torino-Savona; a nord della stazione è ancora possibile riconoscere quella che fu la prosecuzione in corretto tracciato verso la dismessa linea per Moretta.
- Binario 2 e *Binario 3: sono i binari di corsa della linea Torino-Fossano-Savona; vi fermano i treni con numerazione pari al 2 e con numerazione dispari al 3.
- Binario 4: è un binario su tracciato deviato; viene utilizzato come binario di precedenza per treni della linea Torino - Savona con numerazione dispari; viene inoltre utilizzato dai treni che hanno capolinea Cavallermaggiore e che provengono dalla linea Alessandria - Cavallermaggiore quando il binario 5 risulta indisponibile o occupato, oppure quando da orario (es. quando esistevano collegamenti diretti con Cuneo) o per servizio (es. rientro al Deposito di Cuneo) questi treni devono proseguire su Savona/Cuneo. Per le caratteristiche del segnalamento alla radice sud del binario (segnale posto a valle del deviatoio che immette verso la linea per Alessandria), solo verso Savona/Cuneo la via libera può essere data tramite segnale luminoso, mentre un eventuale licenziamento verso Alessandria deve avvenire ad opera del Dirigente Movimento.
- Binario 5: è un binario su tracciato deviato; viene utilizzato dai treni che hanno capolinea Cavallermaggiore e che provengono dalla linea Alessandria - Cavallermaggiore; il segnalamento luminoso lato sud con indicatore di direzione consente la via libera mediante segnale luminoso sia verso Alessandria, sia verso Savona/Cuneo.

## Movimento
Il servizio passeggeri è svolto nell'ambito del contratto stipulato e fermano in questa stazione i treni delle relazioni linea SFM 7 Fossano-Torino nonché il treno Regionale Veloce dei collegamenti Torino-Cuneo e Torino-Savona-Ventimiglia. Fino al 2020 era attiva la linea SFM B Cavallermaggiore-Bra del Servizio ferroviario metropolitano di Torino.

## Servizi
La stazione offre i seguenti servizi:
- Biglietteria automatica
- Sala di attesa
- Sottopassaggio pedonale
- Servizi igienici